# Stabkirche

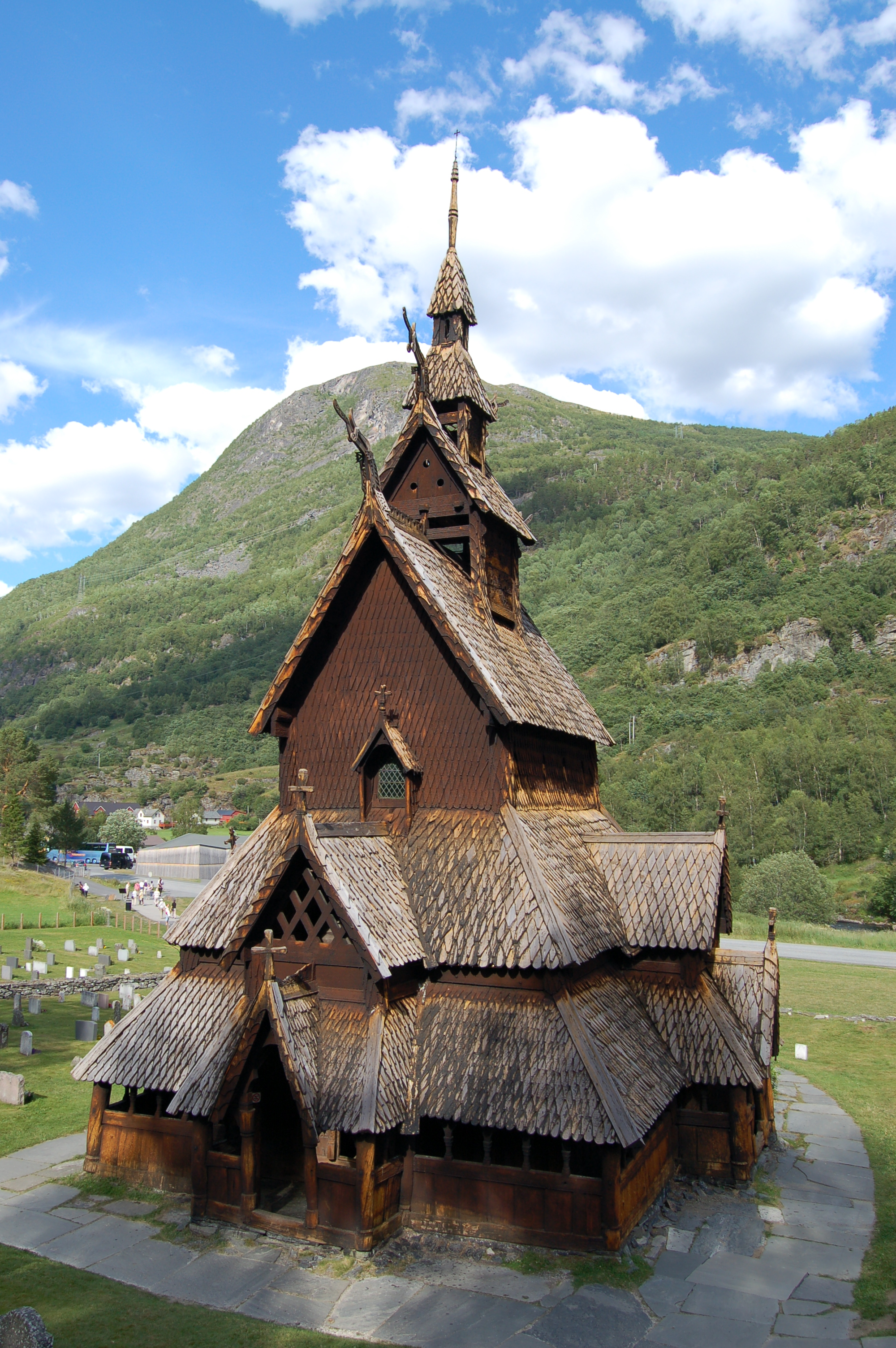
Stabkirche von Borgund

Stabkirchen oder Mastenkirchen sind hölzerne Kirchen, die als Stabbau konstruiert wurden. Der Stabbau ist ein Tragwerk aus senkrecht stehenden Masten, den sogenannten Stäben, auf denen die gesamte Dachkonstruktion ruht. Stabkirchen kommen hauptsächlich in Skandinavien vor. Ihre Datierung erweist sich als schwierig, da viele Kirchen aufgrund ihrer anfänglich primitiven Konstruktion verloren gingen. Andere wurden durch Brände zerstört, oder sie wurden durch Steinkirchen ersetzt. In Skandinavien wurden Stabkirchen während der Übergangszeit von der heidnischen Religion zum Christentum vor allem im 12. und 13. Jahrhundert erbaut, entstanden aber auch noch im Spätmittelalter.
Ein wichtiges Kennzeichen der Stabkirchen ist – außer der Dachmastenkonstruktion – generell die Vertikalität des Kirchengebäudes: Die Holzteile stehen senkrecht, im Gegensatz zu den Blockbauten, in denen die hölzernen Teile waagerecht liegen.
Heute sind Stabkirchen ein wichtiges Ziel für den Tourismus.

## Verbreitung der Stabkirchen
In Norwegen gab es bis zur Reformationszeit etwa 750 Stabkirchen und diese waren somit die Mehrzahl der ca. 1200 Kirchen im Land. Anfang des 19. Jahrhunderts waren noch rund hundert Stabkirchen vorhanden.
Die meisten Stabkirchen stehen heute in Norwegen. 28 der insgesamt 33 Stabkirchen dieses Landes gelten als authentisch, weil ein erheblicher Anteil an Bausubstanz aus dem Mittelalter erhalten geblieben ist. Drei der anderen Stabkirchen wurden in den späteren Jahrhunderten rekonstruiert und grundlegend umgebaut. Die Stabkirche Vågå wurde von 1625 bis 1627 und die Stabkirche Fåvang wurde von 1630 bis 1631 umfassend umgebaut.
In Schweden wurden die meisten Stabkirchen während der Pestepidemien des 17. Jahrhunderts verbrannt. Es gibt nur eine authentische mittelalterliche Stabkirche in Hedared (etwa 16 km von Borås). Eine weitere Stabkirche von 1644 Zur Heiligen Magdalene steht auf ehemalig schwedischem Territorium, auf der estnischen Insel Ruhnu.
Von den dänischen Stabkirchen ist keine einzige erhalten. Aber man fand 1960 Pfostenspuren und einen Fußboden unter der Kirche von Hørning bei Randers, die aus dem 12. Jahrhundert stammt. Ein Stück eines Wandrähms, die „Hørningsplanke“ wurde 1887 bei der Renovierung der Steinkirche entdeckt. Dendrochronologisch wurde das konstruktiv sehr aufschlussreiche Holzteil mit den Fragmenten eines Schlangenornamentes auf 1060 datiert.
Die Greensted Church in Essex, England, gilt als die älteste, in Teilen noch erhaltene Holzkirche. Den Ergebnissen der Sheffield University zufolge wird sie auf das 11. Jahrhundert datiert. Die Greensted Church ist eine Palisadenkirche und fällt damit in den ersten Konstruktionstypus der Stabkirchen. Sie wurde mehrfach umgebaut und erweitert. Heute sind von ihr nur noch Teile der Langwände und der westlichen Giebelwand erhalten. Diese wurden im unteren Drittel eingekürzt, auf einer Schwelle aufgeständert und untermauert, um den Kontakt zum feuchten Erdreich zu verhindern.
Als größte bekannte Stabkirche gilt die Domkirche zu Skálholt auf Island. Sie ist nicht erhalten, ließ sich aber durch den Steinsockel und in schriftlichen Quellen angegebene Maße gut rekonstruieren.
Eine von Norwegen translozierte Stabkirche ist die Kirche Wang in Schlesien.

## Geschichtliches Umfeld

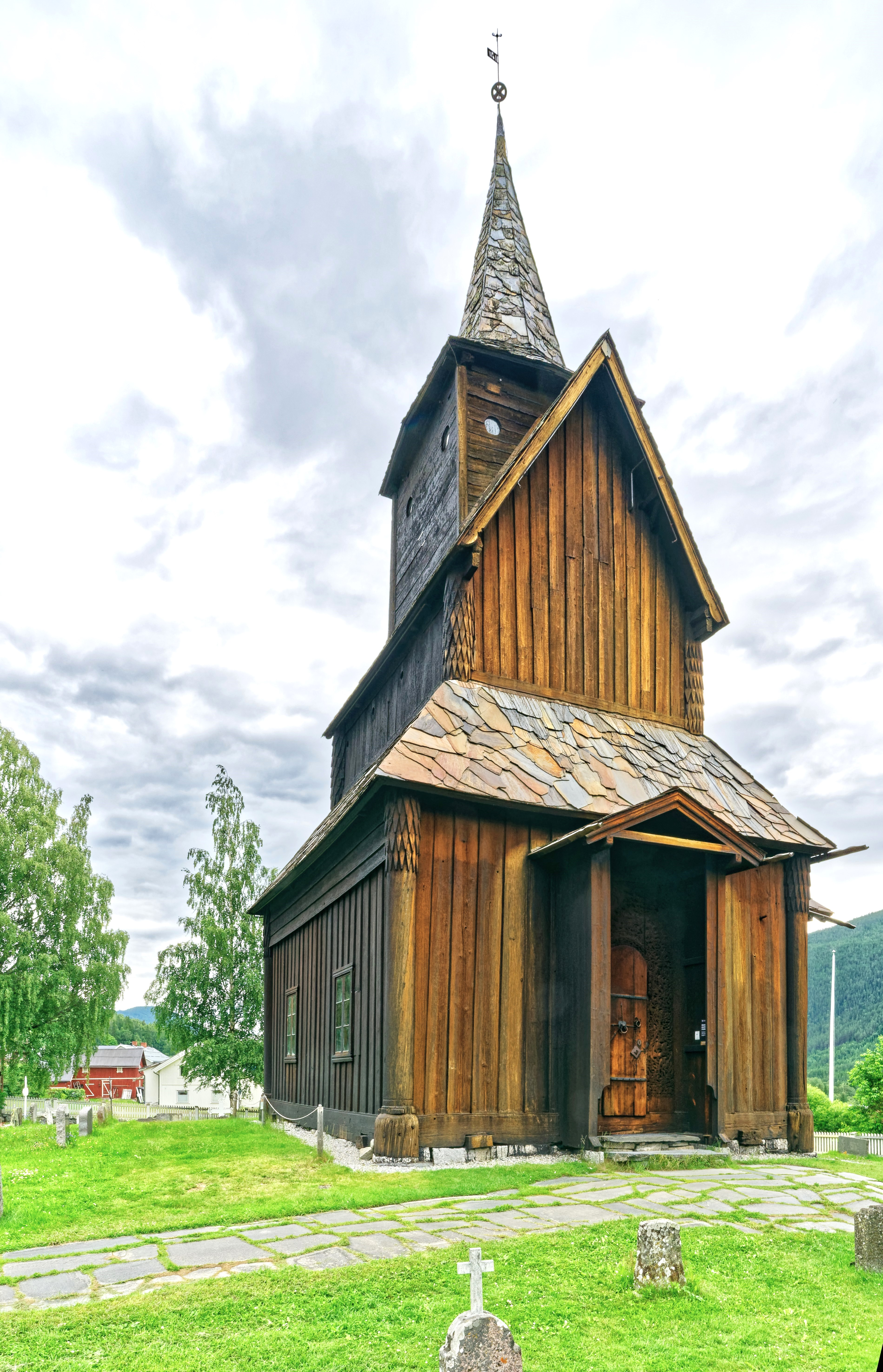
Stabkirche Torpo (gebaut um 1200)

Der Typus der Stabkirche wurde in Skandinavien am Anfang des 11. Jahrhunderts übernommen, als das Christentum nach einer zweihundertjährigen Übergangszeit endgültig Fuß gefasst hatte. Er wurde auch in skandinavisch beeinflussten Regionen angewandt (z. B. Island, Grönland und in den von Wikingern beherrschten Regionen). Die Impulse der Mission kamen aus England und Deutschland, wo vor allem Ansgar (796–865), der Erzbischof von Hamburg-Bremen, Anstöße gab. Vorangetrieben wurde die Missionierung durch die norwegischen Könige Haakon I. (920–961), Olav I. (963–1000) und den später heiliggesprochenen Olav II. (995–1030), die sich in England ausbilden und taufen ließen. Die Verbreitung des christlichen Glaubens diente auch zur Unterwerfung konkurrierender skandinavischer Kleinkönige.
Obwohl die Stabkirchen fast zwei Jahrhunderte nach dem Beginn der Christianisierung Norwegens errichtet wurden und die Missionare keinen Synkretismus duldeten, finden sich an den Bauwerken viele heidnische Elemente (z. B. Drachenköpfe, Odindarstellungen, heidnische Symbole in Einritzungen). Eine inhaltliche Vermischung beider Glaubensrichtungen gab es in Norwegen jedoch nie. Der alte nordische Glaube und der neue christliche Glaube existierten zweihundert Jahre lang parallel. Die Kirche akzeptierte die ursprünglich heidnischen Elemente wahrscheinlich deshalb, weil ein großer Teil der Symbolik und der Erzählungen christlich umgedeutet werden konnte.

## Architektur

### Stabkirchenfamilien

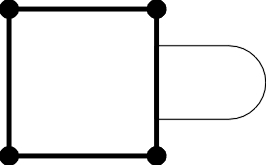
Grundriss einer einfachen Stabkirche (Typ A)

Die Kirchen wurden entweder als einfache Saalkirchen, Mittelmast- oder Mehrmastkirchen gebaut. Die einfachste Form und wohl auch die älteste ist die einfache Saalkirche. Die Mittelmastkirche hat einen einzelnen, freistehenden Mast in der Mitte des Schiffes, in dem sich die Kirchgemeinde während des Gottesdienstes versammelt. Ein kleinerer Chor für die Geistlichkeit und die Apsis wurden angebaut. Solche einfachen Formen mit Mittelmast haben die Kirchen von Nore und Uvdal.

#### Familie vom Typ A – einfache Saalkirchen und Mittelmastkirchen
Stabkirchen vom Typ A sind einschiffig und haben Stäbe nur an den Ecken der Außenwände; mitunter gibt es auch freistehende Mittelstäbe. Diese Kirchen haben ein einfaches Satteldach. Die einschiffigen Kirchen ohne Mittelstab werden dem Haltdalentyp und solche mit Mittelstab dem Numedaltyp zugeordnet.
- Haltdalentyp: Sind relativ kleine Kirchen mit einer fast quadratischen einfachen Grundform ohne freistehende Stäbe im Raum. Der Chor ist meistens nicht so breit wie das Schiff. Die am besten erhaltene Kirche mit dieser Bauform ist die Stabkirche Haltdalen, die 1170 errichtet wurde. Die Stabkirche Reinli in Valdres vermutlich aus der zweiten Hälfte des 13. Jahrhunderts ist aus dem Haltdalentyp hervorgegangen.[8]
- Numedaltyp: Diese Stabkirchen haben einen Stab in der Mitte des Raumes, daher nennt man sie auch Einmaststabkirchen oder Mittelmastkirchen. Ursprünglich wurde der Mittelstab in einem Grundstock gefasst und durch horizontale Verbindungsbalken mit den Masten der Wände verbunden. Der Mittelmast diente wahrscheinlich nicht nur der Stabilisierung der Kirche, sondern auch als Stütze für einen Dachreiter mit Glocken. Es gibt insgesamt noch drei erhaltene Stabkirchen des Numedaltypus, zwei davon stehen in der Region Numedal.[8] Zu diesem Bautypus gehören in Numedal die Kirchen Stabkirche Nore und Stabkirche Uvdal.
- Møretyp: Charakteristisch für diese Kirchen ist die Verwendung von Mittelstäben in den Längswänden. Es gibt genau drei noch erhaltene Kirchen dieses Typus, die alle in der Gegend Møre og Romsdal stehen: Stabkirche Kvernes, Stabkirche Rødven und Stabkirche Grip. Davon sind zwei Hallenkirchen und eine Langkirche.[8]

#### Familie vom Typ B – Große Mastenkirchen
Stabkirchen vom Typ B haben eine komplexere Struktur mit einem das Hauptschiff umgebenden Umgang, der wiederum von einem Svalgang umgeben ist. Die Mittelstäbe ruhen auf einem rechteckigen Rahmen. Die Stäbe sind im unteren Teil freistehend, der obere Teil bildet das Gerüst für den Wandaufbau.
Diese Stabkirchen lassen sich in zwei Gruppen unterteilen:
- Kaupangertyp: Bei diesen Stabkirchen bilden die Säulen Arkaden aus. Häufig haben die Säulen ein Kapitell, welches den Steinbau nachahmt. Stabkirchen des Kaupangertyps sind Kaupanger, Urnes, Hopperstad und Lom. Die Kirchen von Hopperstad und Lom haben nachträglich Andreaskreuze eingebaut und ähneln so heute dem Borgundtyp.[9]
- Borgundtyp: Kirchen des Borgundtyps haben Andreaskreuzverbindungen zwischen den Säulen und der Aufbau ähnelt einem Triforium. Kirchen des Borgundtyps sind Borgund, Fantoft, Gol, Hegge, Høre (Hurum), Lomen, Ringebu und Øye.[9]

Die Stabkirche Torpo ist ein Bauwerk, welches in beide Gruppen gehört.

##### Grundriss
Der Grundriss der Stabkirche Gol als Beispiel des Borgundtyps. Ebenso gleicht die Hochsäulenkonstruktion nun auch den Stabkirchen Hopperstad und Lom.
|  | Legende A: Schwebende Masten der inneren Säulenkonstruktion B: Tragende Masten der inneren Säulenkonstruktion C: Masten in der Außenwand D: Holzrahmen der inneren Säulenkonstruktion F: Querbalken im Fußboden G: Flankierende Holzbänke H: Westportal J: Südportal K: Chorportal L: Chor M: Apsis N: Altar O: Laubengang P: Säulen des Laubengangs |

##### Querschnitt
Der Querschnitt der Stabkirche Gol.
|  | Legende A: Schwebende Masten B: Tragende Masten C: Blindes Nordportal D: Südportal E: Masken am Ende der Masten F: Giebelkreuze G: Firstkamm H: Seitenbänke J: Andreaskreuze K: Knaggen L: Arkaden des Laubengangs M: Scherensparren N: Kehlbalken O: Knaggen im Übergang Schiff zum Chor P: Arkade im Übergang vom Chor zur Apsis |

##### Längsschnitt
Der Längsschnitt der Stabkirche Gol.
|  | Legende A: Schwebende Masten B: Tragende Masten C: Westportal D: Masken am Ende der Masten E: Drachenköpfe auf den Satteldächern F: Giebelkreuze und Apsisturmkreuz G: Firstkamm H: Seitenbänke J: Andreaskreuze K: Knaggen L: Arkaden des Laubengangs M: Dachsparren N: Apsis mit Apsistürmchen O: Lichtöffnungen P: Laubengang um Apsis Q: Chorportal R: Südportal |

### Grundbau

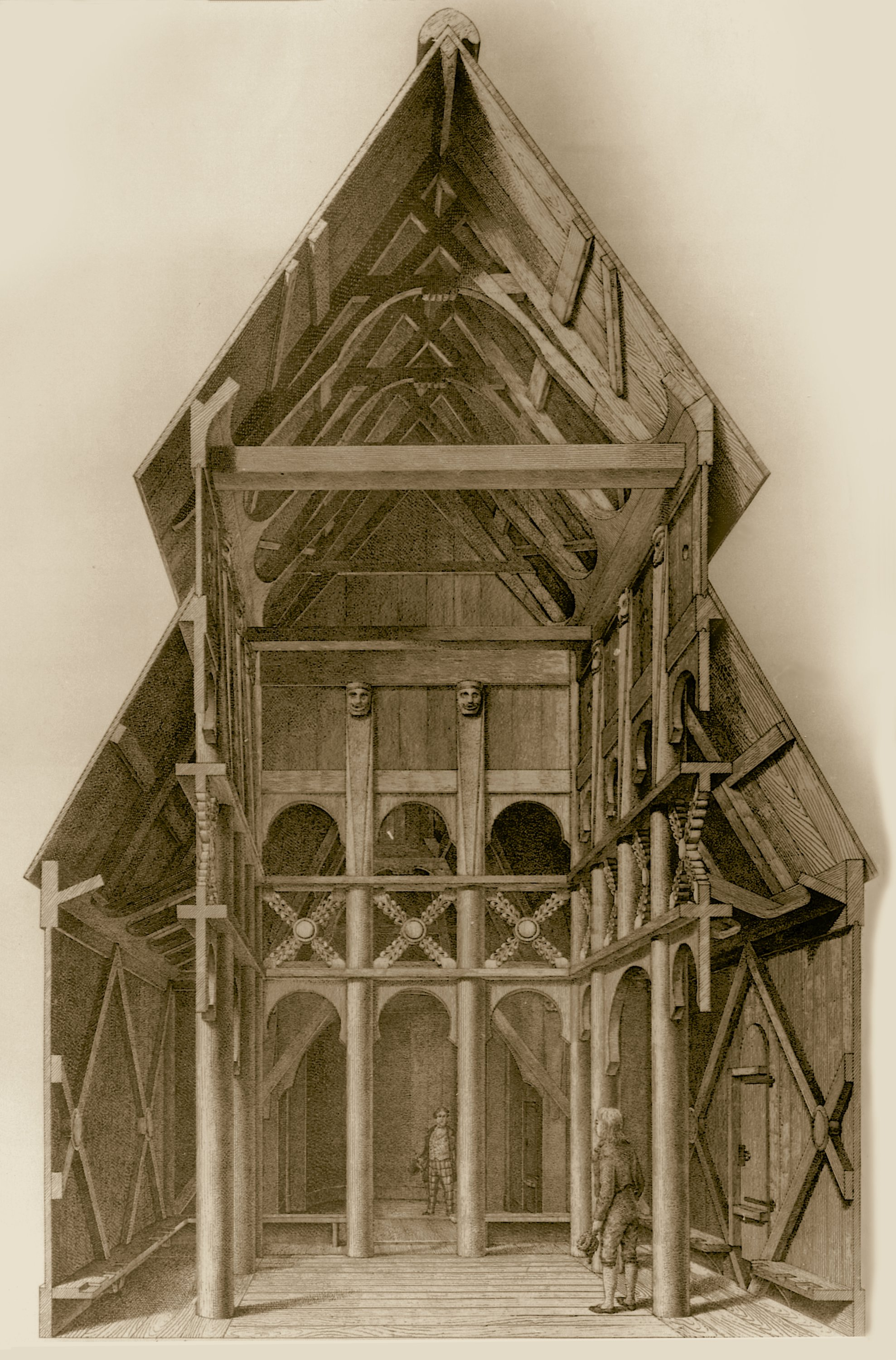
Aufbau der Stabkirche Borgund: Masten und horizontale Balken als Grundgerüst in der Mitte. Wände und Pultdächer als äußere Schicht. Dachstock des ersten Giebeldachs auf dem Grundgerüst aufgesetzt. (Zeichnung von G. A. Bull)

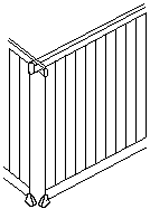
Die Eckmasten stehen auf einem horizontalen Balken. In die Nut des Balkens werden die Wände eingelassen.

Die Stabkirchen wurden stets auf einem viereckigen festen Holzrahmen errichtet, der auf einem Steinsockel zum Schutz vor Wasserschäden aufgesetzt wurde. Bei den einfacheren Formen der Stabkirchen befinden sich die Masten in den Wänden des Rahmens und lassen so den Kirchenraum frei. Bei den komplexeren Maststabkirchen sind die Masten das tragende Element im Kirchenschiff und bilden mit horizontalen Balken ein Grundgerüst. Die Masten haben eine Nut und wurden auf horizontalen Balken aufgesetzt, welche auf dem Steinsockel liegen. So sind die einzelnen Masten mit horizontalen Balken miteinander verbunden, was eine solide Grundlage bewirkt. Die Masten werden wiederum oberhalb in die Nut eines horizontalen Balkens unterhalb des Dachstockes aufgesetzt. Dies gibt der Stabkirche das quaderförmige, tragende Grundgerüst.
Die Wände bestehen aus senkrecht stehenden Stabplanken, die in die Nut des horizontalen Balken des Rahmens eingelassen werden. Sie enden oberhalb in der Nut eines horizontalen Balkens, der sich etwa in der Mitte des Grundbaus befindet. Bei komplexeren Kirchen wurde außerhalb ein Svalgang als weitere zwiebelartige Schale angelegt.
In der Mitte dieses Grundgerüsts wurden horizontale Balken eingesetzt, die sich auf gleicher Höhe befinden wie die Balken des Rahmens, der für den Abschluss der Wände dient. Der Rahmen mit den Wänden ist also nur etwa halb so groß wie das Grundgerüst. Oberhalb dieser Balken im Grundgerüst befinden sich bei den Maststabkirchen des Borgundtyps die Andreaskreuze als Querstreben und oberhalb dieser Kreuze kleine Lauben. Vom äußeren Rahmen her wurden die untersten Pultdächer aufgebaut, die am Grundgerüst enden und so die Andreaskreuze und Lauben von außen her abdecken. Der oberste Teil des Grundgerüsts oberhalb der Lauben, der nun nach außen geöffnet wäre, wurde wieder mit Stabplanken, analog den unteren Wänden, verschlossen. Oberhalb dieses Grundgerüstes wurde dann der Dachstock des untersten Giebeldaches aufgesetzt.

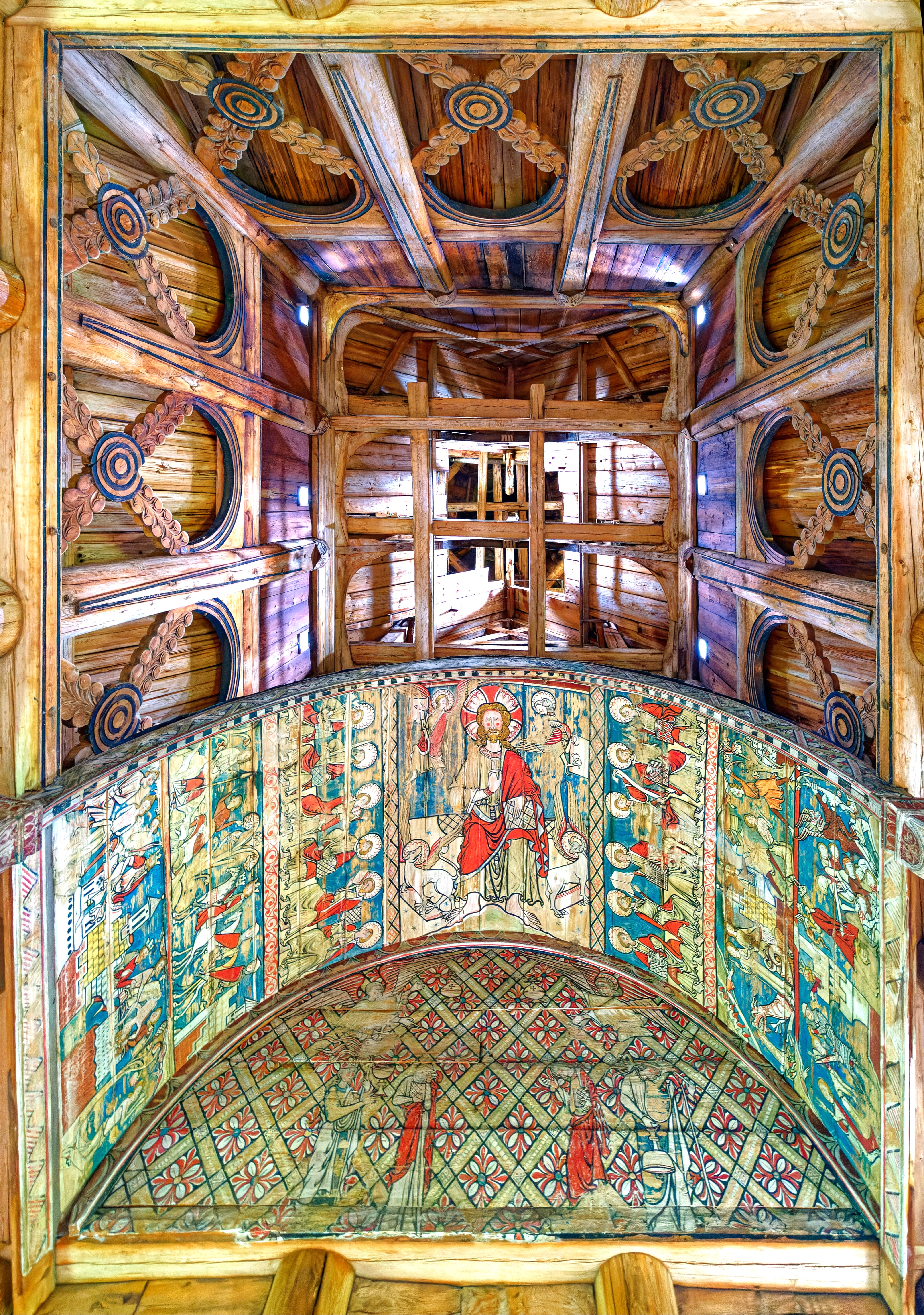
Blick in die Dachkonstruktion der Stabkirche Torpol.

### Dächer

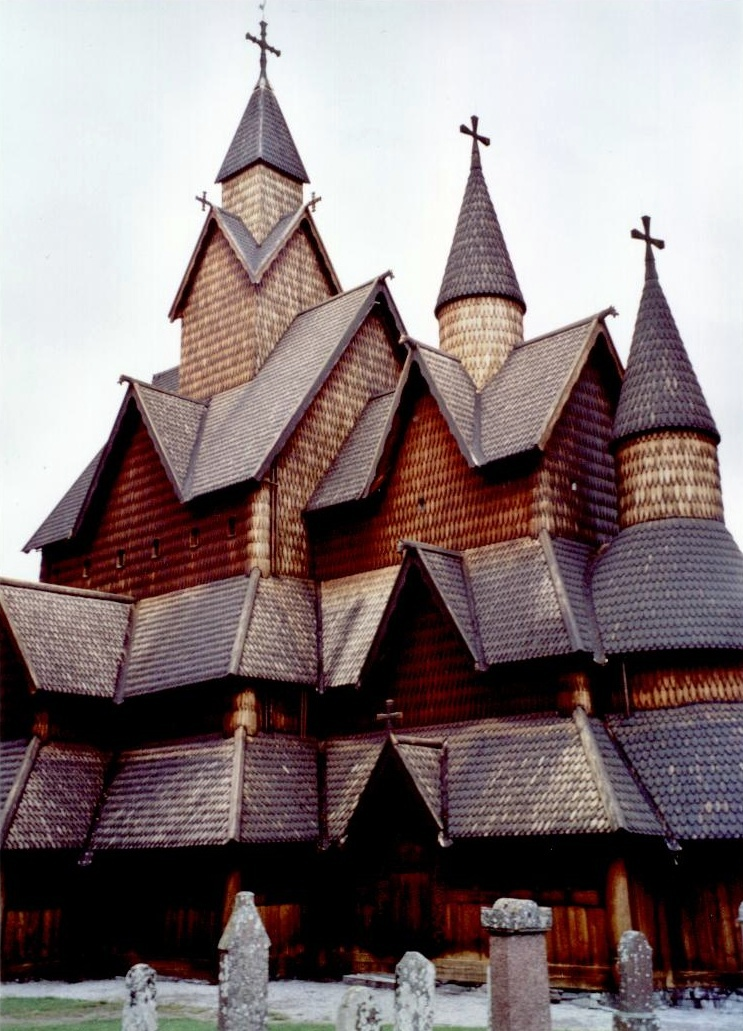
Stabkirche Heddal mit Pult- und Giebeldächern sowie kegel- und pyramidenförmigen Türmchen

Die meisten Kirchen haben mehrfach gestaffelte, steile Dächer. Dabei werden die Dächer im Inneren von freistehenden Masten getragen. Vor allem die Kirchen von Typus B haben sehr viele Dachstufen und erinnern so an Pagoden.
Einige Kirchen haben einen sogenannten „Svalgang“, der die ganze Kirche inklusive Chor umzieht. Dieser hatte den bautechnischen Nutzen, die Kirche vor Wettereinflüssen zu schützen und eine Auflage für ein mehrstufiges Dach zu bieten. Dieser Svalgang wurde genutzt als Versammlungsort vor und nach dem Gottesdienst und als Ablageplatz der Waffen. Dieser Svalgang verschwand evtl. aus gesellschaftlichen Gründen, da in sicheren Zeiten keine Waffen mehr getragen wurden. So haben z. B. die Kirchen von Lom, Vågå, Ringebu und andere keinen Svalgang mehr. Dadurch fehlte aber die Basis für hochgezogene Dachkonstruktionen.
Die Kirchendächer bestehen unten aus ein oder zwei Stufen Pultdächern gefolgt von Giebeldächern. Häufig enden sie bei der komplexeren Bauweise entweder in kegelförmigen oder pyramidenförmigen ein- oder mehrstufigen Türmchen. Es kommen aber auch komplexere Türme vor, die sich eher an der Steinbauweise orientieren, wie z. B. bei der Stabkirche Lom.
Durch die stufenweise Verkleinerung der Dächer wirken die Gebäude größer, als sie sind. Dieses Konzept wird auch in der Kulissentechnik als Erzwungene-Perspektive-Technik verwendet. Dieser Effekt wurde z. B. in neuerer Zeit beim „Cinderalla’s Castle“ im Disneyland angewendet. Es ist nicht belegbar, dass diese Technik damals schon bewusst eingesetzt wurde. Evtl. war durch die symbolische Ausrichtung an der Vertikalen (Verbindung des Himmels mit der Erde) und dem stufenweisen Aufbau der Dächer die perspektivische Wirkung aber dennoch gewollt.
Die Dachkonstruktionen vieler Stabkirchen mit Scherensparren und Kehlbalken wurde bereits im 19. Jahrhundert von Lorentz Dietrichson mit dem Aufbau der Wikingerschiffe verglichen. Dietrichson vermutete, dass statische Überlegungen des zeitgenössischen Schiffbaus bei der Konstruktion von Stabkirchen verwendet wurden. Der Firstbalken entspräche dem Kiel eines Wikingerschiffes. Die Spanten der Schiffe waren, ähnlich wie die Sparren, die mit Hilfe der Scherensparren vom First getrennt sind, nicht direkt am Schiffskiel befestigt. So werden die Kräfte auf das Dach der Kirche wie bei einem Wikingerschiff auf die gesamte Rippenkonstruktion verteilt. Ebenso wie in der Kirche finden sich in den Schiffen Knaggen wieder, welche die Kräfte verteilen. Diese Theorie gilt inzwischen als überholt, denn die Dachkonstruktion der Stabkirchen ähnelt stark anderen Holzdachkonstruktionen, die zur selben Zeit in Westeuropa entstanden.

## Heidnische Elemente

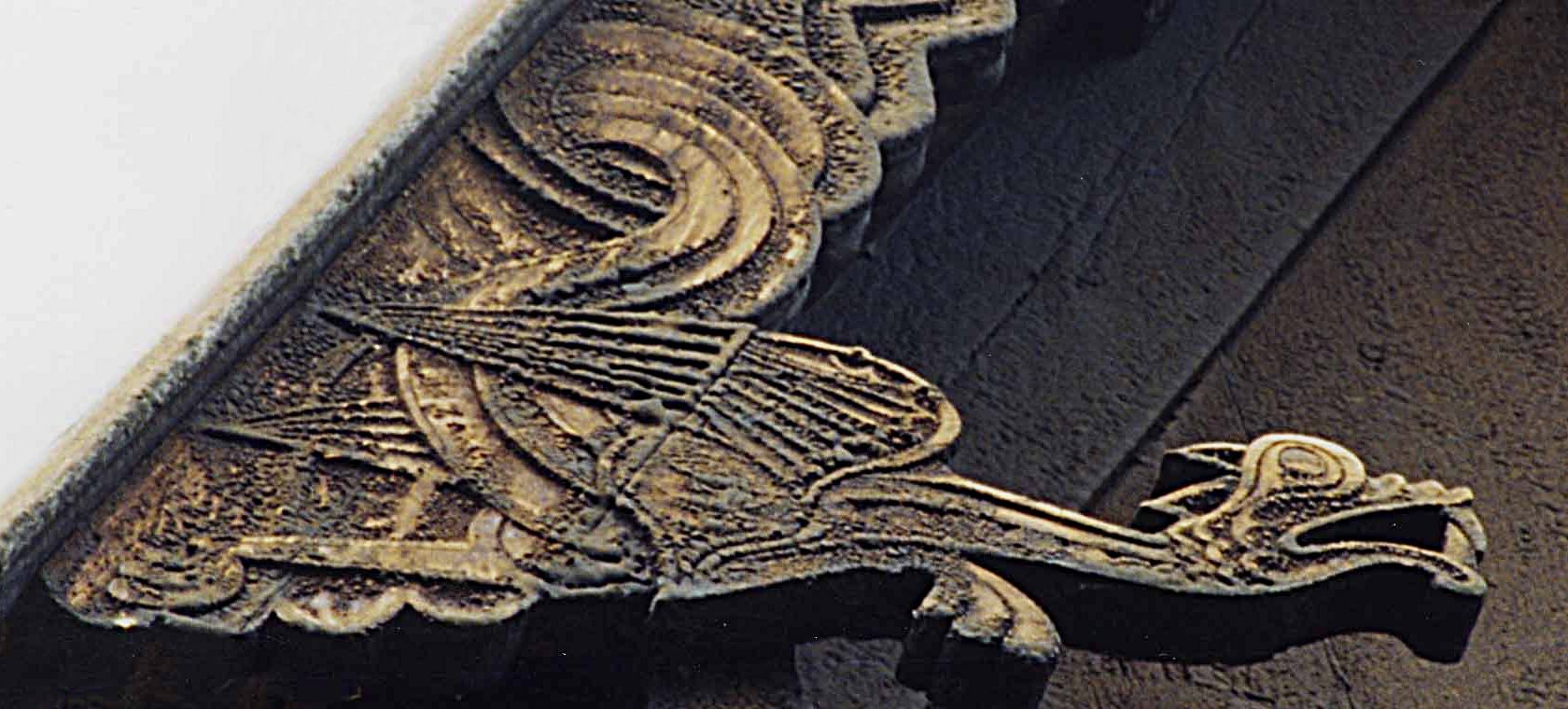
Drache an der Kirche Hopperstad

Da die Stabkirchen in den zweihundert Jahren nach der Übergangszeit vom Heidentum zum Christentum gebaut wurden, finden sich an ihr viele heidnische Elemente, zum Beispiel Abwehrzauber. Ebenso kommen in den Schnitzereien immer wieder Gottheiten, Personen und Gegenstände aus den mythologischen Erzählungen der nordischen Religion vor.

### Abwehrzauber

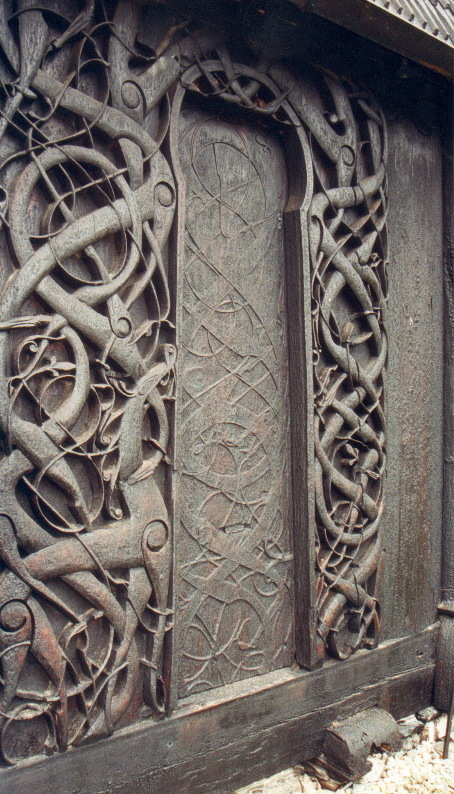
Das Nordportal der Stabkirche Urnes

Die Giebeldächer tragen an Schlüsselstellen auffällige apotropäische Elemente. Auffällig ist z. B. die häufige Wiederholung des Kreuzes und die Abbildungen von Drachen und stilisierte Drachenköpfe. Die Kreuze sollten wahrscheinlich weniger ein Postulat für die neue Religion, sondern mehr eine wirkungsvolle Abwehr von Naturgeistern darstellen.
Die stilisierten Drachenköpfe erinnern an die Wikingerschiffe und wurden meistens in Ost-West-Richtung (der Bewegung der Sonne) angebracht. Der Drache galt als Dämon, der nur durch sein eigenes Bild gebändigt werden konnte. Die stilisierten Drachenköpfe haben also dieselbe Funktion wie die Fratzen der Wasserspeier an vielen europäischen Steinkirchen. Bei den Wikingerschiffen war das Anbringen von Drachenköpfen ebenso eine magische Handlung, die das Schiff in ein ebengleiches starkes Ungeheuer verwandelten, um gegen Feinde gewappnet zu sein.
Die Schnitzereien an den Portalen und Masten hatten ebenso eine apotropäische Funktion. Ein Beispiel ist das Nordportal an der Kirche Urnes, welches vermutlich einmal das Hauptportal war. Das Portal wurde mit der Axt gekürzt und an der Nordseite angebracht, wo sich kein Eingang befindet. Dass dieses Portal wiederverwendet wurde, hatte weniger den Grund, dass man Respekt vor der handwerklichen Arbeit der Schnitzer hatte, sondern weil man die schützende Funktion der Schnitzereien wiederverwenden wollte. Die Nordseite der Kirchen war nach altem Glauben den Geistern der Nacht besonders ausgesetzt und musste deshalb speziell geschützt werden. Das ist auch der Grund dafür, dass auf der Nordseite häufig Eingänge und Fenster fehlen.
In vielen Kirchen finden sich beim Eingang ins Innere sogenannte Geisterschwellen. Das ist eine hohe Stufe, die Naturgeister vor dem Eindringen in die Kirche abhalten soll. Aus demselben Grund wurden die Portale sehr eng gebaut.

### Heidnische Erzählungen
Im Schnitzwerk der Kirchen kommt auch immer wieder die nordische Mythologie vor. So zeigt z. B. der Bischofsstuhl in Heddal eine Szene aus der Sage des Drachentöters Sigurd. Wesentliche Szenen dieser Sage findet sich ebenso im Schnitzwerk des ehemaligen Westportals der Stabkirche Hyllestad aus der zweiten Hälfte des 12. Jahrhunderts. Die Stabkirche wurde im 19. Jahrhundert zerstört und das Portal findet sich heute in der Universitetets Oldsaksamling in Oslo. In Torpo fand sich am Fußboden eine Weltuntergangsdarstellung aus der Edda. Der Göttervater Odin kämpft gegen den freigekommenen Fenriswolf.

## Heutige Situation

### Neuzeitliche Nachbauten

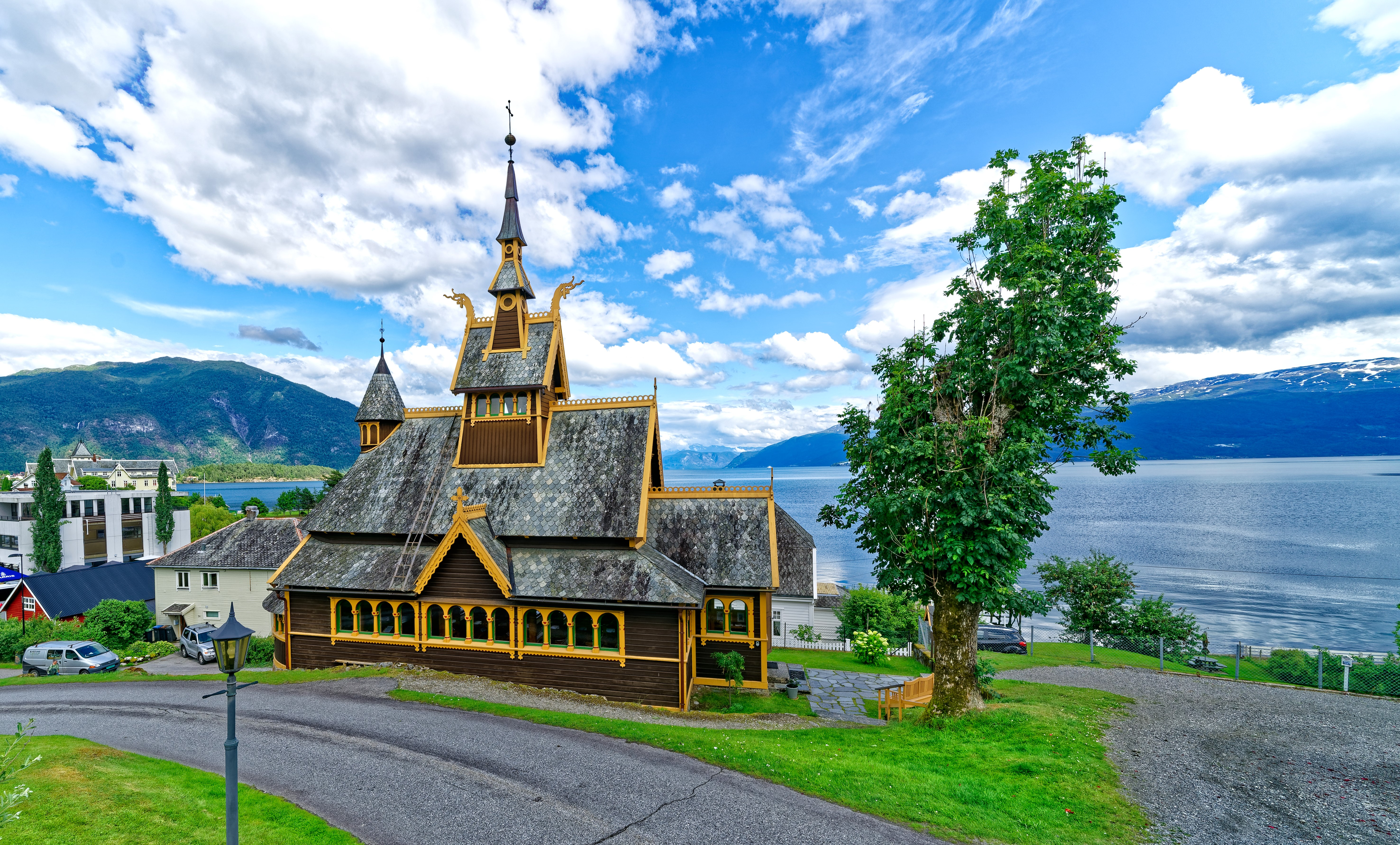
Sankt-Olavs-Kirche in Balestrand

Die Stabkirche von Fantoft musste 1997 nach einem Brandanschlag vollständig rekonstruiert werden, was nur gelang, da eine exakte Dokumentation dieser Kirche existiert. Der Brandstifter war möglicherweise Varg Vikernes, ein Mitglied der damaligen norwegischen Black-Metal-Szene, der später für drei weitere Brandstiftungen an Kirchen verurteilt wurde. Er wurde auch für den Brandanschlag an der Stabkirche Fantoft angeklagt, die Brandstiftung konnte ihm aber nicht nachgewiesen werden.
In Norwegen stehen noch drei weitere Kirchen jüngeren Datums: In Gol im Hallingdal wurde 1994 in alter Technik in der Nähe des Originalstandortes eine Kopie der Stabkirche Gol errichtet, nachdem das Original 1884 nach Oslo versetzt worden war. Diese Kopie bildet die Hauptattraktion eines Mittelalterparkes, ist aber auch offiziell zur Kirche geweiht. Die Sankt-Olavs-Kirche in Balestrand, welche 1897 errichtet wurde, hat viele Elemente der Stabkirchenarchitektur als Vorbild. Die Stabkirche Savjord in Beiarn, Nordland, ist ein privater Nachbau der Stabkirche Gol, der 2005–2006 fertiggestellt wurde.
Daneben gibt es noch einige schwedische Stabkirchen neueren Datums. Vier Kirchen wurden gegen Ende des 20. und Anfang des 21. Jahrhunderts errichtet oder neu aufgebaut:
- Stabkirche Hållandsgårdens in Åre, Jämtland, erbaut 1999.
- Stabkirche Häggviks in Nordingrå, Norrland, erbaut 2000.
- Stabkirche Kårböle in Ljusdal, Gävleborg, erbaut 1989.
- Stabkirche Skaga in Töreboda, Västra Götaland, erbaut im 12. Jahrhundert, abgebrochen im 19. Jahrhundert und in den 1950er Jahren neu errichtet. Nach einem Brand wurde sie 2001 ein zweites Mal wieder aufgebaut.

In anderen Ländern wurden einige Stabkirchen oder Kirchen mit Elementen der Stabkirchenarchitektur errichtet.
Die mittelalterliche norwegische Stabkirche Wang wurde 1841 vom preußischen König Friedrich Wilhelm IV. erworben und in Brückenberg bei Krummhübel, heute Teil der polnischen Stadt Karpacz im Riesengebirge, wieder aufgebaut.
Die Gustav-Adolf-Stabkirche in Hahnenklee (einem Ortsteil von Goslar im Harz) wurde nach dem Vorbild der Stabkirche von Borgund 1907 errichtet und 1908 geweiht.

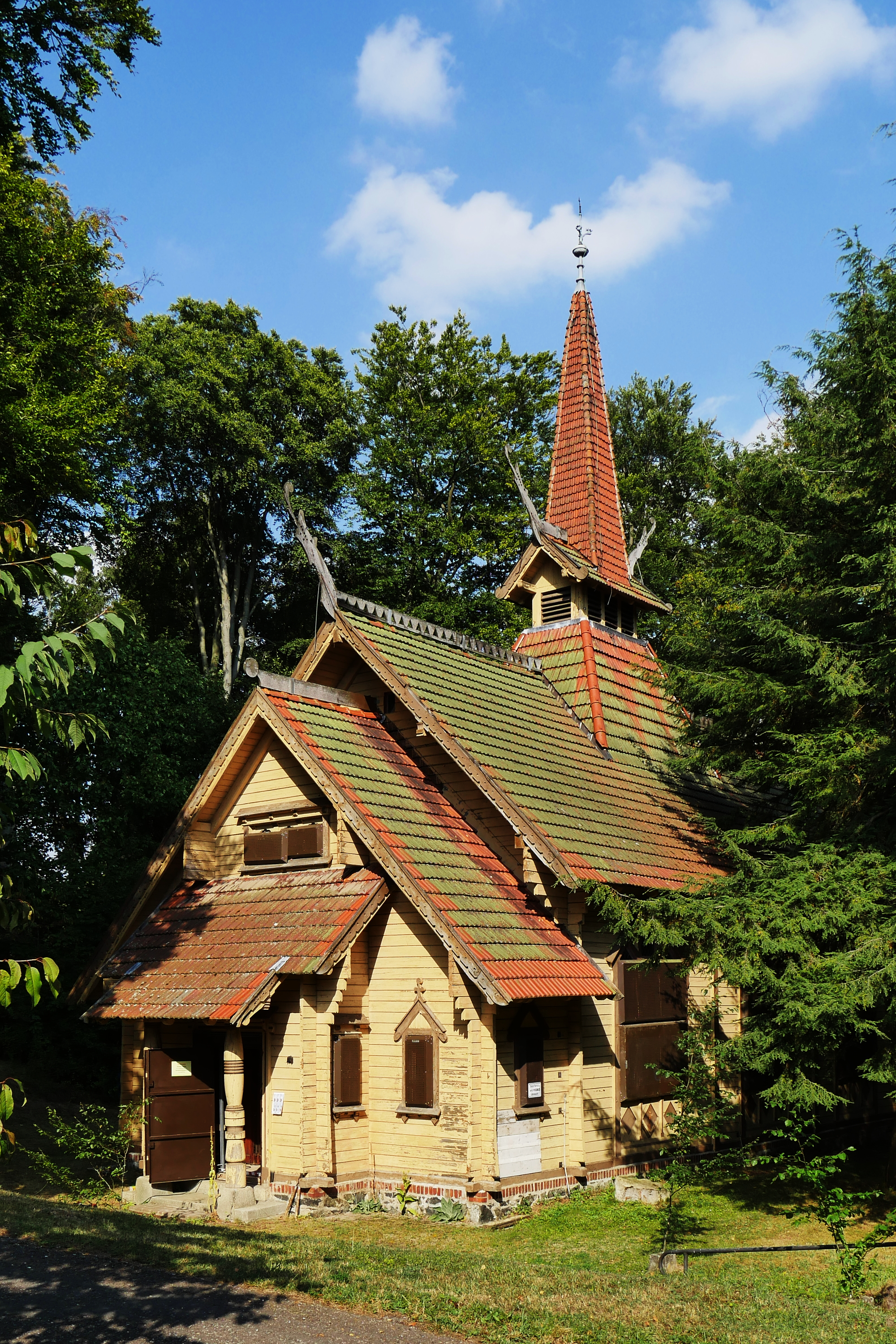
Stabkirche Stiege

Im Selketal (Ostharz) steht nahe der Ortschaft Stiege auf dem Gelände des ehemaligen Sanatoriums Albrechtshaus eine weitere kleine Stabkirche. Sie wurde 1905 geweiht. Für sie hatte die Kirche zu Wang im Riesengebirge als Vorbild gedient. Ebenfalls nach dem Vorbild der Stabkirche Wang wurde die Friedhofskapelle auf dem Südwestkirchhof Stahnsdorf 1911 geweiht.
In Island steht die Stabkirche Heimaey, Vestmannaeyjar, welche im Jahr 2000 fertiggestellt wurde.
Die Evangelische Kirche Bad Kleinkirchheim (Österreich) wurde 1938 errichtet.
In den Vereinigten Staaten von Amerika stehen Kirchen, welche Elemente der Stabkirchenarchitektur übernommen haben oder Stabkirchen originalgetreu kopierten:
- Chapel in the Hills in Rapid City, South Dakota[12]
- Boynton Chapel in Bjorklunden, Door County, Wisconsin
- Kopie der Stabkirche Hopperstad  in Moorhead, Minnesota
- Little Norway in der Nähe von Dodgeville, Wisconsin
- St. Swithun’s in Warren County, Indiana
- Trinity Lutheran Church’s in Washington Island, Wisconsin

### Stabkirchen als Dekoration

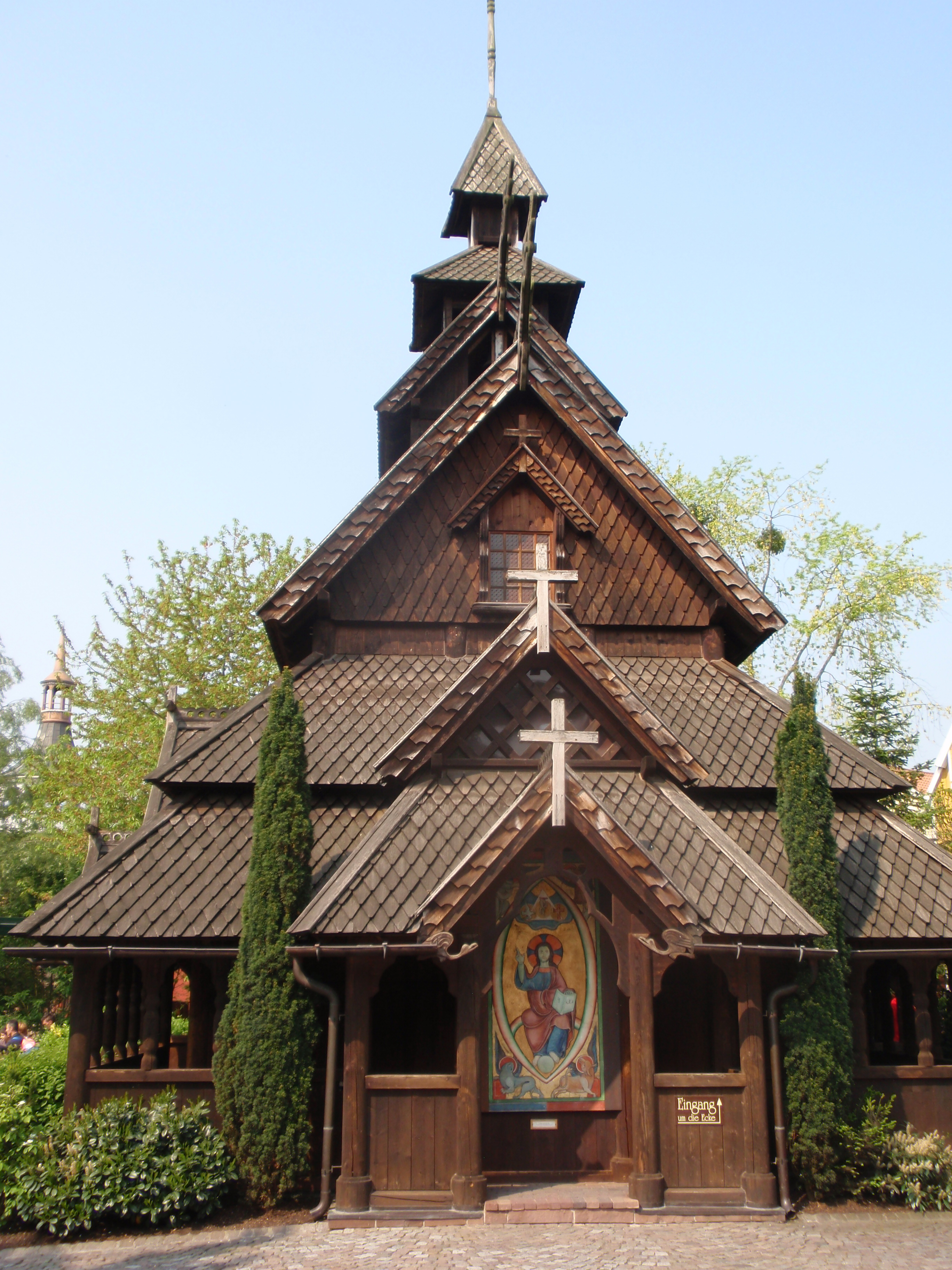
Stabkirchenreplikat im Europa-Park, Rust, Deutschland

Stabkirchen als Dekoration stehen in drei Vergnügungsparks.
- im Scandinavian Heritage Park in Minot, North Dakota
- im Epcot (Florida) schmückt das Äußere einer Stabkirche im World Showcase den norwegischen Pavillon. Das Innere ist ein Ausstellungsraum für norwegische Geschichte.
- im Europa-Park (Rust, Baden-Württemberg) steht eine Stabkirche mit ausgebautem Inneren im skandinavischen Themenbereich als Dekoration und zur Nutzung durch die beiden parkeigenen Seelsorger für Andachten, Hochzeiten und Taufen.[13][14]

### Kirchenfragmente
Erhaltene Teile abgerissener Stabkirchen befinden sich heute teilweise in Museen. Dazu gehört das 1860 gerettete Portal der spätwikingerzeitlichen Stabkirche von Sauland östlich von Hjartdal in Norwegen (im Museum von Oslo) und die kleine Stabkirche von Hemse auf Gotland in Schweden im Museum von Stockholm.